# Буршье, Джон, 1-й барон Бернерс
Джон Буршье (англ. John Bourchier; приблизительно 1415 — 16 мая 1474 года) — английский аристократ, 1-й барон Бернерс с 1455 года, кавалер ордена Подвязки.

## Биография
Джон Буршье принадлежал к знатному английскому роду, владения которого находились в Эссексе. Он был четвёртым сыном Уильяма Буршье, графа д’Э, и его жены Анны Глостерской и родился около 1415 года. В 1426 году Буршье посвятили в рыцари. Он женился на наследнице сэра Ричарда Бернерса, и в 1455 году его впервые вызвали в парламент как барона Бернерса. В 1459 году сэр Джон стал рыцарем ордена Подвязки; в 1461—1474 годах он занимал пост констебля Виндзорского замка.
Джон Буршье был женат на Марджори Бернерс. В этом браке родились дочери Джоан (жена сэра Генри Невилла) и Элизабет (жена Роберта Уэллса, 8-го барона Уиллоуби де Эрзби) и сын Хамфри, погибший при жизни отца в 1471 году, в битве при Барнете. Наследником Джона стал внук, носивший то же имя.